# Droit mauritanien
Le droit mauritanien est le droit appliqué en Mauritanie depuis l'indépendance de la France le 28 novembre 1960.

## Sources du droit

### Charia
L'islam est constitutionnellement reconnue comme la religion du peuple et de l’État. Le préambule de la Constitution précise par ailleurs que la charia est la seule source du droit. Il s'agit de celle de l'école malekite.
Au regard de la suprématie théorique de la charia, il y a eu des débats quant à savoir si celle-ci était la vraie source du droit dans le sens d'une application directe de toutes les normes de la charia ou si elle doit être transposée dans une loi avant d'être applicable. Les juges ne peuvent cependant refuser d'appliquer une loi qu'ils jugent pourtant contraire à la charia en vertu d'une ordonnance de 1986. Ainsi, l'article 1 des Codes de procédure civile, commerciale et administrative qui prévoyait l'applicabilité directe des normes de la charia ne furent pas maintenue dans les révisions de ces codes. 
Ainsi, il semble que pour être applicable par les juridictions, elle doit être transposée par la loi. Cependant, il semble que les normes de la charia peuvent être invoquée par les cours comme une sorte de common law en l’absence de législation.

### Constitution
La Constitution de Mauritanie est la loi suprême de l’État, en effet, l'article 102 dispose que toutes les lois contraires à la Constitution, adoptées avant son entrée en vigueur, doivent être modifiée ou abrogée dans les trois ans.

### Traités et accords internationaux
La Mauritanie est un État moniste, par conséquent, les traités dûment ratifié font partie du droit interne de la Mauritanie. L'article 80 dispose qu'ils ont une autorité supérieure à la loi dès lors que l’autre partie l’applique.

### Législation
L'article 45 de la Constitution dispose que le pouvoir législatif appartient au Parlement. Cependant, en tant que pays de tradition civiliste, un pouvoir législatif résiduel reste dans les mains de l’exécutif. Les articles 57 et 58 de la Constitution liste les domaines de la loi. 

### Règlements
Selon l’article 59, tout ce qui n’est pas du domaine de la loi est du domaine réglementaire.

## Organisation juridictionnelle

### Juridictions ordinaires

#### Juridictions du premier degré
Les juridictions du premier degré sont les cours des Wilaya (les régions), les tribunaux pénaux, les tribunaux commerciaux, les tribunaux du travail, et les tribunaux de Moughataa (les districts).
La juridiction des tribunaux du travail porte sur le droit du travail et la sécurité sociale. Les tribunaux de Moughataa ne peuvent prendre connaissance que des contraventions de simple police.

#### Cour d'appel
Les cours d'appel comprennent au minimum une chambre civile, une chambre spécialisée en droit du travail, une chambre commerciale, une chambre administrative. Elle comprend aussi une chambre administrative et plusieurs chambres spécialisées en droit pénal, dont une destinée aux jeunes.

#### Cour suprême
La Cour suprême est la plus haute juridiction dans tous les domaines à l’exception du contrôle de constitutionnalité. Elle peut prendre connaissance des pourvois formés depuis la Cour d'appel. Elle juge en droit et pas en fait.

### Cours établies par la Constitution

#### Conseil constitutionnel
Régulé par les articles 81 à 88 de la Constitution et sa loi organique, le Conseil constitutionnel est la plus haute Cour du pays en matière de contrôle de constitutionnalité des lois et de conflit électoral. Le contrôle de constitutionnalité s'effectue avant la promulgation des lois.

#### Cour des comptes
La Cour des comptes est créée par l'article 68 de la Constitution et régulé par la loi n° 93-19 du 26 janvier 1993 (modifiée en 2007). Il s'agit de la cour suprême en matière de finance publique.

#### Haute Cour de justice
La Haute Cour de justice est créée par les articles 92 et 93 de la Constitution. Elle se compose de députés issus en nombre égal des deux chambres du Parlement. Elle est compétente pour juger le président en cas de haute trahison et le Premier ministre ainsi que les membres du gouvernement en cas d'actes criminels commis dans l’exercice de leur fonction. Elle applique les peines prévues dans le Code pénal.

### Organes quasi-judiciaires
Il s'agit du médiateur de la République et de la Commission nationale des droits de l’homme.

## Sources

## Compléments